# Duguetia granvilleana
Duguetia granvilleana este o specie de plante angiosperme din genul Duguetia, familia Annonaceae, descrisă de Paulus Johannes Maria Maas. Conform Catalogue of Life specia Duguetia granvilleana nu are subspecii cunoscute.